# Es gilt das gesprochene Wort (Film)
Es gilt das gesprochene Wort ist ein deutsch-französisches Filmdrama von İlker Çatak, das am 1. August 2019 in die deutschen Kinos kam.

## Handlung
Als die Pilotin Marion in der Türkei den kurdischen männlichen Prostituierten Baran kennenlernt, entwickelt sich zwischen beiden ein Flirt. Weil Baran seinen armseligen Verhältnissen entfliehen möchte, überredet er Marion, ihn mit nach Deutschland zu nehmen. Marion, die sich inmitten einer Lebens- und Sinnkrise befindet und eine Krebsdiagnose zu verdauen hat, ermöglicht ihm durch eine Scheinehe eine Zukunft in Europa. Marion verschafft Baran einen Job in der Abfertigung am Flughafen und bezahlt ihm eine kleine Wohnung und seinen Führerschein. 
Der „Deal“, den die beiden vereinbaren, lässt sich jedoch nicht lange aufrechterhalten. Kurz nach einer gemeinsamen Nacht erfährt Marion, dass sie von Baran schwanger ist. Sie bringt es nicht über sich, es ihm zu sagen und seine Zukunftsentscheidungen dadurch zu beeinflussen.
Als er auf der Arbeit des wiederholten Diebstahls bezichtigt wird und auch Marion ihm nicht glaubt, verlässt Baran Deutschland. Zurück in seiner Heimat kann er dank der gesammelten Berufserfahrung und seines deutschen Führerscheins wieder eine Anstellung an einem Flughafen finden.
Marion ist in der letzten Sequenz als schwangere Passagierin am Gate eines Flughafens zu sehen. 

## Produktion
Regie führte İlker Çatak, der gemeinsam mit Nils Mohl auch das Drehbuch schrieb.
Der Film erhielt von der Beauftragten der Bundesregierung für Kultur und Medien eine Produktionsförderung in Höhe von 300.000 Euro, vom FilmFernsehFonds Bayern in Höhe von 180.000 Euro nebst einer Projektentwicklungsförderung von 35.000 Euro und von der Filmförderung Hamburg Schleswig-Holstein in Höhe von 500.000 Euro nebst einer Verleihförderung von 50.000 Euro. Des Weiteren wurde von der Deutsch-Französischen Förderkommission eine Projektfilmförderung in Höhe von 220.000 Euro gewährt.
Die Dreharbeiten fanden zwischen 18. September und 11. November 2018 in Hamburg und in der Türkei statt. Als Kameramann fungierte Florian Mag.
Der Film feierte am 28. Juni 2019 im Rahmen des Filmfest München seine Weltpremiere. Am 1. August 2019 kam der Film in die deutschen Kinos. Ende August 2019 wurde er beim Festival des deutschen Films vorgestellt.

## Rezeption

### Altersfreigabe und Kritiken
In Deutschland wurde der Film von der FSK ab 12 Jahren freigegeben. In der Freigabebegründung heißt es, Kinder und Jugendliche ab 12 Jahren könnten der Geschichte problemlos folgen und die sensibel inszenierten Konflikte und Probleme ohne Überforderung verarbeiten. „Zu Beginn des Films wird sehr deutlich und intensiv der Alltag männlicher Prostituierter in der Türkei gezeigt. Diese Szenen können für Jugendliche ab 12 Jahren eine gewisse Herausforderung darstellen.“
Christian Horn von der Gilde deutscher Filmkunsttheater schreibt, dass die ungewöhnliche Romanze einnehme, liege wesentlich am fabelhaften Ensemble. Anne Ratte-Polle und der Newcomer Oğulcan Arman Uslu harmonierten bestens als eigentlich völlig unterschiedliches Paar, das insbesondere bezüglich der Emanzipation andere Ansichten hat und schließlich doch zusammenfindet. Auch die Nebenrollen seien mit Charaktermimen wie Godehard Giese, Jörg Schüttauf und Sebastian Urzendowsky stark besetzt worden, so Horn weiter, wobei die oft unbewegten Einstellungen, der ruhige Erzählfluss und der Verzicht auf kleinteilige Dialoge die darstellerischen Leistungen umso mehr in den Vordergrund rückten.
Manfred Riepe von epd Film bemerkt, hier und da verhaspele sich İlker Çatak, so etwa wenn Nebenfiguren in dieser integrativen Liebesgeschichte als Beispiele gelebter Willkommenskultur fungieren. Wie man den Film einschätzt, hänge davon ab, ob man die Gründe nachvollziehen kann, aus denen Marion den jungen Türken nach Deutschland holt. Dass diese selbst bestimmte, unabhängige Frau sich einen jüngeren Liebhaber nimmt, sei für sich genommen nachvollziehbar, zumal Anne Ratte-Polle in dieser Rolle immer wieder sehenswerte schauspielerische Akzente setze. Konstruiert erscheine es hingegen, dass die Selbstentfaltung dieser sympathischen und zugleich gebrochenen Figur mit dem politisch aufgeladenen Thema Migration verknüpft wird.
In einer Kritik in den Dresdner Neuesten Nachrichten heißt es, Anne Ratte-Polle verkörpere diese selbstbewusste Frau, die sich nicht gern in die Karten schauen lässt, mit einer geradezu strahlenden, persönlichen Integrität. Mit großer Sensibilität und ohne melodramatische Posen lote Çatak die Liebes- und Machtverhältnisse in der ungleichen Beziehung aus. Dabei unterminiere er immer wieder die von Stereotypen geprägten Erwartungen: „Das Klischee der toughen Karrierefrau wird hier ebenso dekonstruiert wie das des hilfsbedürftigen Migranten. Die beiden ringen darum, sich auf Augenhöhe zu begegnen. Dabei schaut man gerne und interessiert zu, weil der Film – anders als sein Titel suggeriert – davon weniger in ausgefeilten Dialogen als über Emotionen erzählt, die sich in Blicken, Körperhaltungen oder der Klangfarbe des Gesagten entfalten.“

### Auszeichnungen
Bayerischer Filmpreis 2020
- Auszeichnung als Beste Darstellerin (Anne Ratte-Polle)

Deutscher Filmpreis 2020

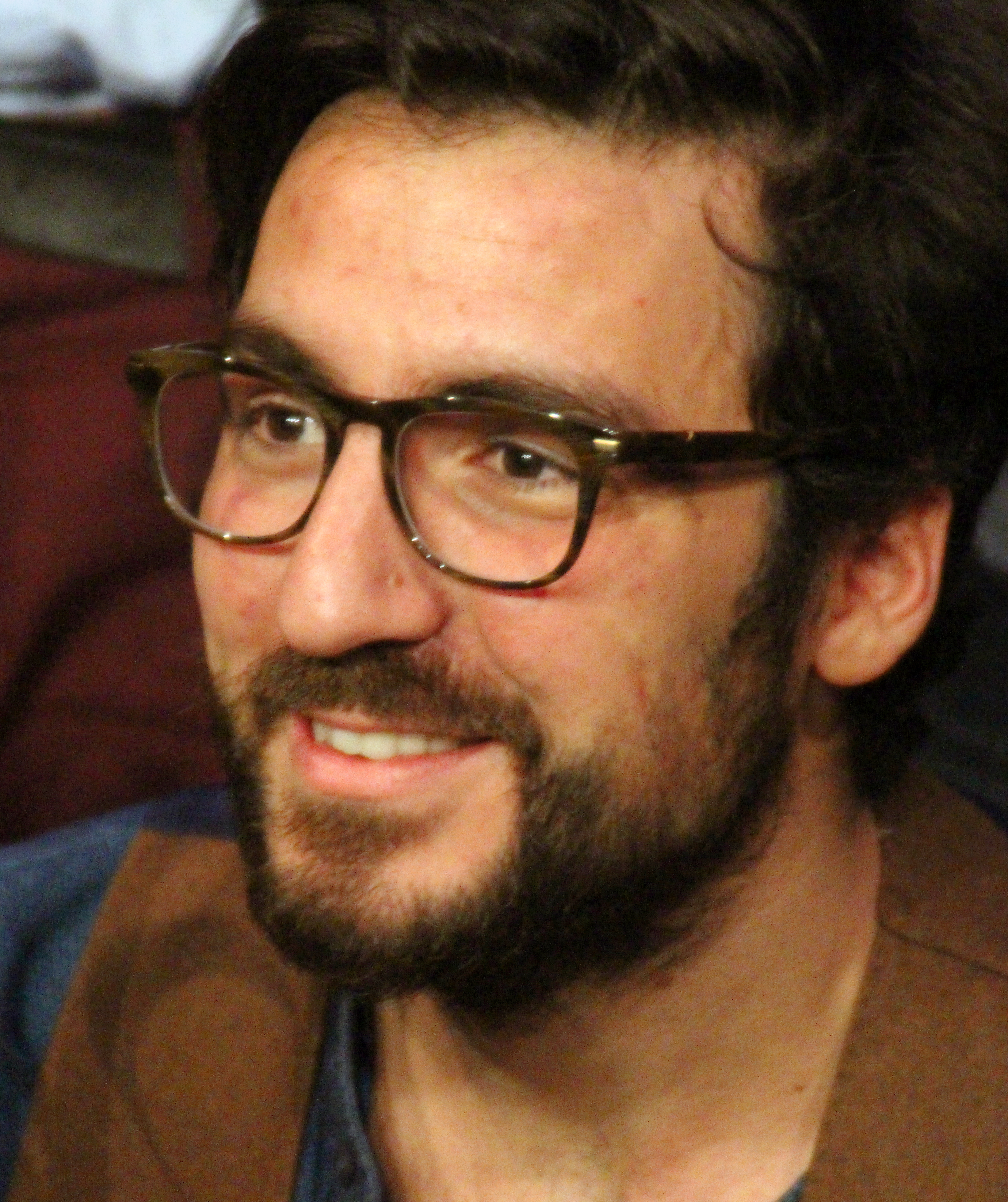
Regisseur İlker Çatak

- Filmpreis in Bronze als Bester Spielfilm (Ingo Fliess)[8]
- Nominierung für die Beste Regie (İlker Çatak)
- Nominierung für das Beste Drehbuch (Nils Mohl und İlker Çatak)
- Nominierung für die Beste weibliche Hauptrolle (Anne Ratte-Polle)
- Nominierung für die Beste männliche Nebenrolle (Godehard Giese)

Festival des deutschen Films 2019
- Ludwigshafener Filmkunstpreis – Lobende Erwähnung[9]

Filmfest München 2019
- Auszeichnung mit dem Förderpreis Neues Deutsches Kino – Drehbuch (Nils Mohl und İlker Çatak)
- Auszeichnung mit dem Förderpreis Neues Deutsches Kino – Bester Schauspieler (Oğulcan Arman Uslu)[10]

Fünf Seen Filmfestival 2019
- Auszeichnung mit dem DACHS-Drehbuchpreis (Nils Mohl)[11]